# Níkos Kotziás
Níkos Kotziás, all'anagrafe Nikolaos Kotzias (IPA: [niˈkolaos kod͡ziˈas]) (in greco: Νικόλαος Κοτζιάς; Atene, 19 novembre 1950), è un politico greco, dal 2015 al 2018 ministro degli Affari Esteri nei due governi Tsipras I e Tsipras II.